# Листочневі
Листочневі, спарасисові (Sparassidaceae) — родина грибів порядку поліпоральні (Polyporales). В родині налічується 3 роди Masseeola, Sparassiella та Sparassis і 23 види.
Серед спарасисових зустрічаються сапротрофи та паразити. Останні — шкідливі гриби для лісового господарства, тому що утворюють так звану червону гниль і вражає все нові і нові дерева у лісництвах.

## Будова
Кулеподібні гриби, що складаються з маленької товстої ніжки з великою кількості плоских, ніби кучерявих гілочок-лопастей, які в окремих місцях наче зростаються.

## Охорона
Листочня кучерява занесена до Червоної книги України.